# Locomotiva RhB Ge 2/4
Le locomotive RhB Ge 2/4 sono state delle locomotive elettriche a corrente alternata monofase, a scartamento metrico, della Ferrovia Retica adibite a servizi di rinforzo e manovra.

## Storia
Le locomotive vennero costruite nel 1913 in numero di 7 unità e immatricolate come Ge 2/4 201-207; entrarono in servizio a scopo di sussidio alla trazione di treni passeggeri e di treni merci sulle tratte in forte ascesa della Ferrovia dell'Albula appartenente alla  rete retica. 
La costruzione impegnò per la parte meccanica la Schweizerische Lokomotiv- und Maschinenfabrik (SLM) di Winterthur e, per le parti elettriche, Brown, Boveri & Cie (BBC). Ammodernate nel 1945-46 e in seguito nel 1954-56, in seguito all'immissione in servizio di locomotive più moderne sono state relegate alla manovra. Attualmente sono preservate 2 unità una al Museo dei Trasporti di Lucerna e l'altra come monumento a Winterthur.

## Caratteristiche
La locomotiva è a due assi motori con carrelli monoassiali anteriore e posteriore, ha quindi un rodiggio 1' B 1'; gli assi motori sono accoppiati per mezzo di bielle e ricevono la coppia motrice da un motore da 228 kW. La cassa è di forma squadrata e comprende le cabine di guida. Hanno un solo pantografo.